# Ludwig Tesdorpf
Franz Ludwig Tesdorpf (* 28. Juli 1856 in Rio de Janeiro; † 28. Juni 1905 in Stuttgart) war ein deutscher Feinmechaniker und Unternehmer.

## Leben und Wirken

Universalinstrument nach Tesdorpf

Ludwig Tesdorpf stammte aus der Lübecker Familie Tesdorpf. Sein Vater war der Kaufmann Hermann Matthäus Tesdorpf (1833–1868), seine Mutter Emilie Luise, geb. Oppenheimer (1835–1919), die später als Schriftstellerin wirkte. Paul Tesdorpf und Ernesto Tesdorpf waren seine jüngeren Brüder. Im zehnten Lebensjahr kam er nach Deutschland. 1866 bis 1868 besuchte er das Salzmannsche Institut in Schnepfenthal und von 1868 bis 1872 das Realgymnasium in Jena. Bei Carl Zeiß in Jena erlernte er das Feinmechaniker-Handwerk, wo er von  Carl Zeiß persönlich ausgebildet wurde.
Tesdorpf arbeitete von 1876 bis 1879 als Gehilfe in den Werkstätten von Max Hildebrand in Freiberg und Carl Bamberg in Berlin. Dann besuchte er die Technische Hochschule Karlsruhe. Nach Abschluss seines Studiums wurde er Geschäftsführer des Mathematisch-mechanischen Instituts Gebr. Zimmer in Stuttgart. 1882 übernahm er das Unternehmen.

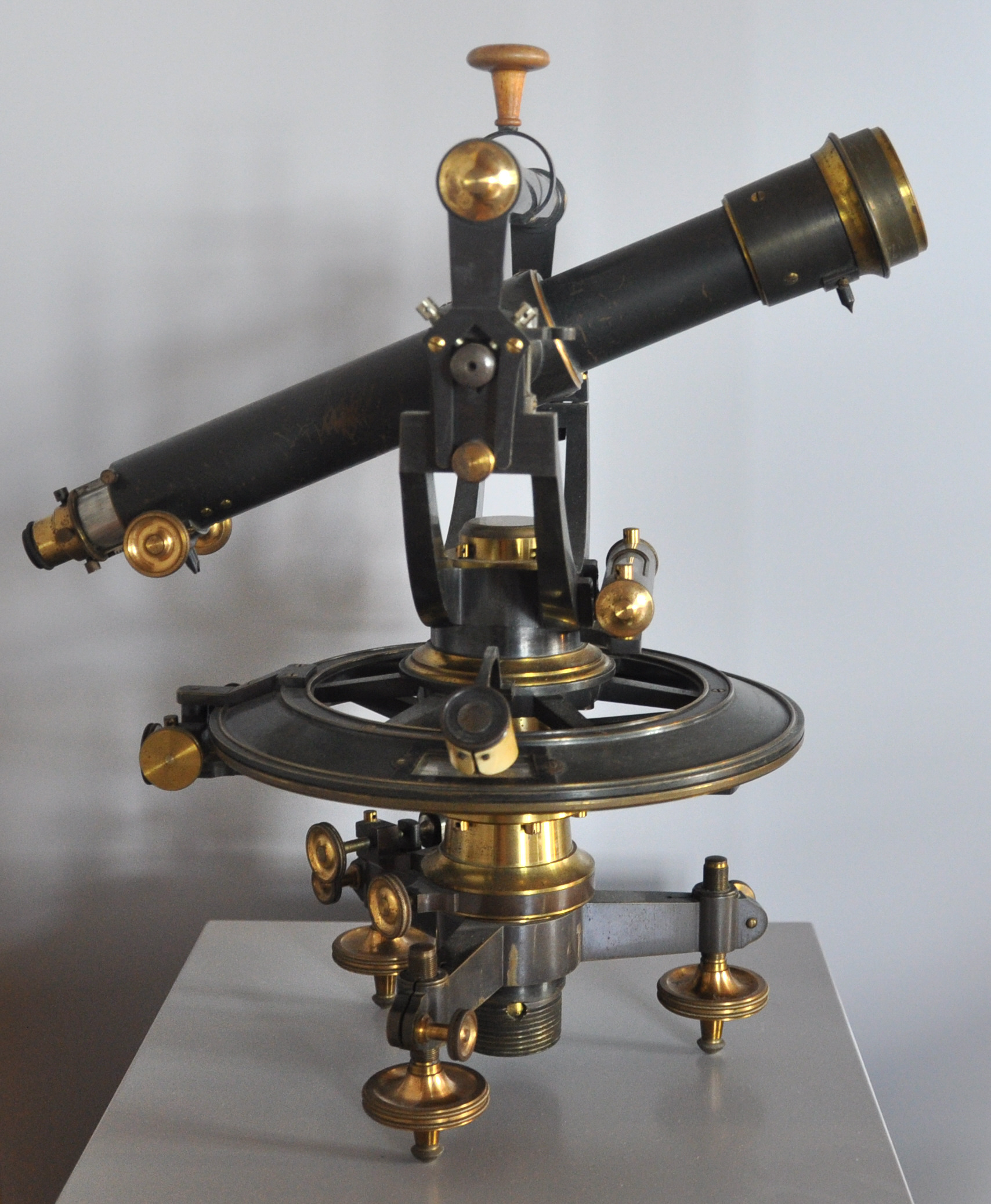
Theodolit von Tesdorpf (ausgestellt auf der Waldburg)

Hier stellte er vor allem geodätische Vermessungsinstrumente wie das Universalinstrument, aber auch andere wissenschaftliche Instrumente und Apparate her. Er entwickelte mit erheblichem Aufwand erdmagnetische Instrumente, die von der deutschen Südpolar-Expedition und von der norwegischen Nordlicht-Expedition erprobt wurden. Tesdorpf arbeitete mit namhaften Gelehrten seiner Zeit wie Max Eschenhagen und Friedrich Bidlingmaier in Berlin, Prof. Schmidt und Prof. Haußmann in Aachen sowie Prof. Schmidt in Stuttgart zusammen. Auf Anregung von August Schmidt, Professor für Mathematik und Physik am Dillmann-Realgymnasium in Stuttgart und von 1896 bis 1912 Vorstand der meteorologisch-geophysikalischen Abteilung des Statistischen Landesamtes in Stuttgart, wurden seismometrische Apparate hergestellt, insbesondere das Schmidtsche Trifilargravimeter. Unter der Anregung und Mitarbeit von Baudirektor Carl von Bach entwickelte Tesdorpf präzise Materialprüfungsapparate.
1898 ließ er ein großes Werkstattgebäude in der Stuttgarter Forststraße erbauen, das 600 Quadratmeter Arbeitsräume enthielt und in dem 30 bis 36 Arbeitskräfte tätig waren. Tesdorpf erwarb sich durch die Präzision und Formschönheit seiner Instrumente einen weltweiten Kundenkreis. Auf allen Ausstellungen errangen die Tesdorpfschen Instrumente Preise. 1903 wurde er vom König von Württemberg durch die goldene Medaille für Kunst und Wissenschaft ausgezeichnet.
Er war lange Jahre Vorsitzender in der Sektion IX der Berufsgenossenschaft für Feinmechanik und Vorstandsmitglied der Deutschen Gesellschaft für Mechanik und Optik. 1900 richtete er den 11. Deutschen Mechanikertag in Stuttgart 1900 mit aus. Seit Begründung der Fachschule für Feinmechanik in Schwenningen im Jahr 1900 war er Mitglied des Schulrats.
Er war zuerst mit Dorette, geb. Haas verheiratet; nach ihrem Tod 1887 mit Elisabet, geb. Stettner; aus beiden Ehen hatte er zwei Söhne und vier Töchter.
Nach seinem Tod wurde die Werkstatt 1906 von dem Göttinger Unternehmen Sartorius übernommen.